# Clenze
Clenze är en kommun (köping) och ort i Landkreis Lüchow-Dannenberg i förbundslandet Niedersachsen i Tyskland.
Kommunen ingår i kommunalförbundet Samtgemeinde Lüchow (Wendland) tillsammans med ytterligare 11 kommuner.